# Fulu (Bishan)
Fulu (chinesisch 福祿鎮 / 福禄镇, Pinyin Fúlù Zhèn) ist eine Großgemeinde im Westen des Stadtbezirks Bishan von Chongqing, Volksrepublik China. Ihre Fläche beträgt 41,4 km², davon 1294 ha landwirtschaftlich genutzt.
Die höchste Erhebung hat 638 m. Im Dezember 2019 hatte Fulu 19.863 Einwohner.

## Administrative Gliederung
Fulu setzt sich aus einer Einwohnergemeinschaft und sechs Verwaltungsdörfern zusammen. Diese sind:
- Einwohnergemeinschaft Fuzhong (福中社区), Regierungssitz der Großgemeinde
- Dorf Banzhu (斑竹村)
- Dorf Heping (和平村)
- Dorf Hongshan (红山村)
- Dorf Jinhe (浸河村)
- Dorf Longbao (龙宝村)
- Dorf Shengli (胜利村)[3]

## Wirtschaft

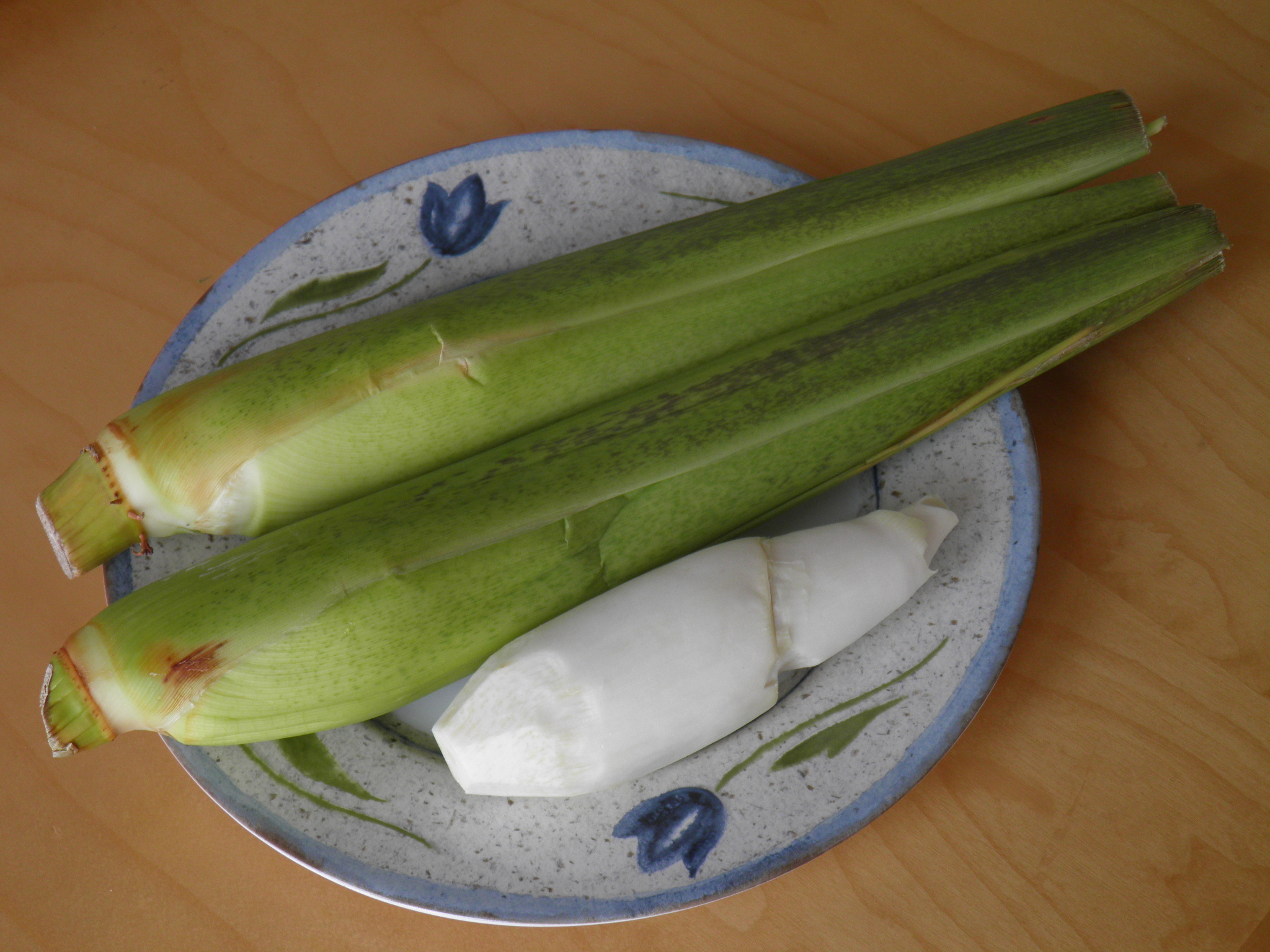
Mandschurischer Wildreis

Die Großgemeinde Fulu ist bäuerlich geprägt, sie besitzt 1294 ha landwirtschaftlich genutzte Fläche. Davon sind 600 ha mit Obstbäumen bepflanzt, 180 ha mit Lauchzwiebeln und 180 ha mit mandschurischem Wildreis, von dem heute nicht mehr die Körner gegessen, sondern die Stängel als Gemüse zubereitet werden. Berühmt ist Fulu für seine Zitrusfrüchte, von denen pro Jahr rund 6000 t produziert werden; die gesamte Obstproduktion betrug im Jahr 2019 10.922 t.
Zur Bewirtschaftung und Vermarktung haben sich dörfliche Kooperativen gebildet, die über das flächendeckend vorhandene 5G-Netz ferngesteuert Bewässerung und Düngung durchführen. Durch Berücksichtigung von über die „Intelligente Landwirtschaftscloud Bishan“ (璧山智慧农业云) bezogenen Daten über Sonneneinstrahlung und Temperatur lässt sich so der in China stark gefragte Süßigkeitsgrad des Obstes (nicht zu verwechseln mit dem Zuckergehalt)
deutlich steigern. Über eine elektronische Handelsplattform, die es den Kunden erlaubt, das Obst zu den einzelnen Landwirten zurückzuverfolgen, wird es ohne Zwischenhändler in ganz China verkauft, wobei den Landwirten die gute Verkehrsanbindung von Bishan und die Nähe zu Chongqing zugutekommt.
Außerdem betreibt die Bicheng Kohle GmbH (璧城煤业有限公司) aus Bishan in Fulu ein Kohlebergwerk mit der Erlaubnis, pro Jahr bis zu 40.000 t Rohkohle abzubauen.
Aus der Abraumkohle stellt die Fuxing Abraumziegelfabrik (福兴矸砖厂) seit 1998 Ziegelsteine her.

## Chinesische Versuchsbasis für weltraumgestützte Sonnenkraftwerke
Im Jahr 2008 nahm die Staatliche Kommission für Entwicklung und Reform orbitale Sonnenkraftwerke in die Liste der Nationalen Vorplanungsprojekte auf.
Im Jahr 2010 verfassten Mitglieder der Chinesischen Akademie der Wissenschaften und der Chinesischen Akademie der Ingenieurwissenschaften nach Beratschlagung und öffentlicher Diskussion unter der Leitung von Wang Xiji von der Chinesischen Akademie für Weltraumtechnologie (CAST) einen gemeinsamen Bericht mit dem Titel „Abschätzung der technologischen Entwicklung bei weltraumbasierten Sonnenkraftwerken und noch nötige Forschung“. Darin stellten die Wissenschaftler fest, dass es basierend auf dem damaligen technologischen Niveau und der Wirtschaftskraft Chinas möglich wäre, schrittweise eine weltraumbasierte Stromversorgung aufzubauen.
2014 wurde daraufhin der Antennentechnik-Professor Duan Baoyan von der Universität für Elektrotechnik und Elektronik Xi’an vom Qian-Xuesen-Labor für Weltraumtechnologie, der Denkfabrik von CAST, angestellt, um sich als Leiter einer eigens für ihn eingerichteten Abteilung mit den ingenieurtechnischen Problemen beim Bau eines solchen Kraftwerks auseinanderzusetzen.
Die diesbezüglichen Arbeiten wurden von der Nationalen Stiftung für Naturwissenschaften finanziert. Im Januar 2016 legten Duan und seine Mitarbeiter ein Konzept für ein auf einer innen verspiegelten Hohlkugel von 8–10 km Durchmesser basierendes, 23.000 t schweres Kraftwerk mit einer Nettoleistung von 2 GW vor, das sogenannte SSPS-OMEGA (Space Solar Power Station via Orb-shape Membrane Energy Gathering Array).
Seit Anfang 2019 bauen nun das Xi’aner Forschungsinstitut 504 der Chinesischen Akademie für Weltraumtechnologie, die Universität für Elektrotechnik und Elektronik Xi’an, die Chongqing-Universität und die Regierung des Stadtbezirks Bishan mit einer Gesamtinvestition von 200 Millionen Yuan (von der Kaufkraft her etwa 200 Millionen Euro) auf dem Gebiet des Verwaltungsdorfs Heping (etwa 1,5 km nördlich von Fuzhong) die Chinesische Versuchsbasis für weltraumgestützte Sonnenkraftwerke (中国空间太阳能电站实验基地, Pinyin Zhōngguó Kōngjiān Tàiyángnéng Diànzhàn Shíyàn Jīdì).
Der von der Gemeinsamen Innovationsakademie für Dual-Use-Produkte Chongqing vermittelte Standort auf einem auf drei Seiten von Bergen umgebenen Plateau wurde gewählt, weil dort eine starke Sonneneinstrahlung herrscht, die frostfreie Periode lang ist und die Luft einerseits feucht ist, also weniger staubig als in Nordwestchina, andererseits aber für Sichuaner Verhältnisse mit wenig Wolken, Nebel und Regen zu rechnen ist.
In einem ersten Schritt werden dort Mikrowellen-Energieübertragungsversuche mit einer von Helium-Fesselballonen in Höhen von 50–300 m gezogenen Plattform durchgeführt, die sich damit noch im Windschatten der Berge befindet. Hierfür wurden mit zunächst 100 Millionen Yuan auf 7 ha des insgesamt 13 ha großen Areals eine ebene Ballonstartfläche mit Verankerungsmöglichkeit, eine Halle zur Wartung der Plattform mit den Solarzellen und der Sendeantenne, ein Blitzableiterturm, Laborgebäude etc. gebaut. Im Sicherheitsperimeter der Basis wurden auf 6 ha Pflanzen für biologische Versuche im Weltall gepflanzt.
Technischer Leiter vor Ort ist der Nachrichtentechnik-Professor Yang Shizhong (杨士中, * 1937) vom Nationalen Schwerpunktlabor für Stromnetze, Systemsicherheit und neue Technologien der Chongqing-Universität.
Das Personal der Basis kommt vom Schwerpunktlabor für Stromnetze, dem von Duan Baoyan und Wu Weiren geleiteten Schwerpunktlabor der Provinz Shaanxi für die Systeme des weltraumgestützten Sonnenkraftwerks der Universität für Elektrotechnik und Elektronik Xi’an, dem Nationalen Schwerpunktlabor für Mikrowellentechnologie des Instituts 504
und dem Forschungszentrum für Weltraumenergietechnik des Qian-Xuesen-Labors für Weltraumtechnologie.
Die Entwicklung der Geräte findet primär an der Chongqing-Universität statt, wo man an einem 5,8-GHz-Sender arbeitet – die Frequenz, die den besten Kompromiss zwischen Antennengröße und atmosphärischer Dämpfung bietet – der 650 W über 60–100 m übertragen kann, sowie an der Universität für Elektrotechnik und Elektronik Xi’an, wo bereits 2018 eine Antenne vorgestellt wurde, die 66,5 % der empfangenen Mikrowellenstrahlung in Gleichstrom umwandeln konnte. Der Gesamtwirkungsgrad des Systems lässt jedoch noch zu wünschen übrig. An der Sichuan-Universität, wo man unabhängig vom Projekt des weltraumgestützten Sonnenkraftwerks – seit Dezember 2018  „Zhuri“ bzw. „Sonnenverfolgung“ (逐日工程) genannt – an Mikrowellen-Übertragungsversuchen bei 5,8 GHz arbeitet, wurde 2020 bei einer Übertragung über 10 m ein Gesamtwirkungsgrad von 18,5 % erreicht.
Ein Versuch zur Mikrowellenübertragung von einem normalerweise im Dörbed-Banner, Innere Mongolei stationierten Luftschiff des Instituts für Informationsgewinnung durch Luft- und Raumfahrt der Chinesischen Akademie der Wissenschaften fand vom 16. bis 19. August 2021 mit einer Empfangsstation auf dem Forschungsschiff Zhihai (智海号科考船) im Seegebiet östlich der Zhoushan-Inseln statt. Das Luftschiff bewegte sich in einer Höhe von 300 m.
2028 soll zunächst ein Satellit in einem erdnahen Orbit von 400 km Höhe platziert werden, der mit Solarmodulen eine elektrische Leistung von 10 kW für Übertragungsversuche erzeugen kann, etwa so viel wie der Satellitenbus DFH-4E von CAST. In einem weiteren Schritt soll 2030 ein kleines Kraftwerk mit 1 MW Leistung in einem geostationären Orbit von 35.800 km Höhe stationiert werden und die Energieübertragung über diese wesentlich größere Entfernung erprobt werden. Die Endmontage dieses Kraftwerks soll bereits im Weltall stattfinden.
2035 möchte man eine Leistung von 10 MW aus dem geostationären Orbit übertragen, 2050 soll dann ein Kraftwerk mit 2 GW fertiggestellt sein.
Zur Einordnung: in den Wüsten Nordwestchinas erzeugen 1 m² Solarzellen beim derzeitigen Stand der Technik 0,4 kW Strom, in der Stratosphäre 7–8 kW, in einer geostationären Umlaufbahn 10–14 kW.
Ein weiterer Anwendungszweck dieser Technologie ist die drahtlose Stromversorgung von im Schatten operierenden Robotern auf der Internationalen Mondforschungsstation in den 2030er Jahren. In der südlichen Polregion, wo ein Teil der Station angesiedelt werden soll, fällt die Sonne unter dem sehr flachen Winkel von 1° – 4° ein, weshalb dort an sonnigen Stellen senkrechte, der Sonne nachführbare Solarmodule aufgebaut werden müssen, von denen aus die Energie dann über einige Kilometer an die Verbraucher übertragen wird.

## Verkehrsanbindung
Die Großgemeinde Fulu ist über die Staatsstraße 208 nach Osten mit dem Stadtzentrum von Bishan und der Nationalstraße 319 nach Xiamen an der Küste verbunden. Nach Norden besteht über besagte Staatsstraße Anschluss an die Autobahn G5013 Chengdu–Chongqing und die Autobahn Shanghai–Chongqing.